# Gynoplistia (Gynoplistia) galbraithae
Gynoplistia (Gynoplistia) galbraithae is een tweevleugelige uit de familie steltmuggen (Limoniidae). De soort komt voor in het Australaziatisch gebied.